# Kyle O'Quinn
Kyle Brandon O'Quinn (Queens, 26 marzo 1990) è un cestista statunitense, professionista nelle NBA.

## Caratteristiche tecniche
Gioca come centro ma può essere adattato anche da ala grande. È bravo a giocare in tutte le due metacampo, essendo bravo sia nelle stoppate che nel raccogliere rimbalzi.

## Carriera

### NCAA (2008-2012)
O'Quinn in NCAA militò nei Norfolk State Spartans dal 2008 al 2012.

### NBA (2012-)

#### Orlando Magic (2012-2015)
È stato chiamato dagli Orlando Magic con la scelta numero 49 al Draft NBA 2012. Nella sua stagione da rookie disputò 57 partite, di cui 5 da titolare, tenendo una media di 4,1 punti e 3,7 rimbalzi.
Nella sua stagione da sophomore O'Quinn giocò più spesso soprattutto a causa dell'assenza per infortunio del centro titolare dei Magic, ovvero Nikola Vučević. In questa stagione il centro nativo del Queens ha giocato 69 partite, di cui ben 19 da titolare (nel secondo campo ha il career-high visto che a oggi in nessun'altra stagione ha giocato più partite nel quintetto base).
La terza stagione in Florida di O'Quinn partì male: il 28 ottobre 2014 nella gara inaugurale della stagione NBA 2014-15 degli Orlando Magic giocata in trasferta contro i New Orleans Pelicans (persa dai Magic per 101-84), O'Quinn rimediò un infortunio alla caviglia che gli fa saltare 15 partite, facendo sì che lui tornasse a giocare dopo 1 mese il 27 novembre 2014 nella gara interna persa dai Magic contro i Golden State Warriors per 111-96. Tra il 4 e il 13 dicembre giocò da titolare le 5 partite che la squadra disputò in quei giorni (giocate rispettivamente contro Los Angeles Clippers, Utah Jazz, Sacramento Kings, Washington Wizards e Atlanta Hawks) a causa dell'infortunio alla schiena del centro titolare Nikola Vučević. In stagione giocò 51 partite, di cui 17 da titolare (nelle altre partite in cui giocò titolare venne schierato quasi sempre da ala grande in quanto nel resto della stagione Vučević saltò solamente 3 partite).

#### New York Knicks (2015-2018)

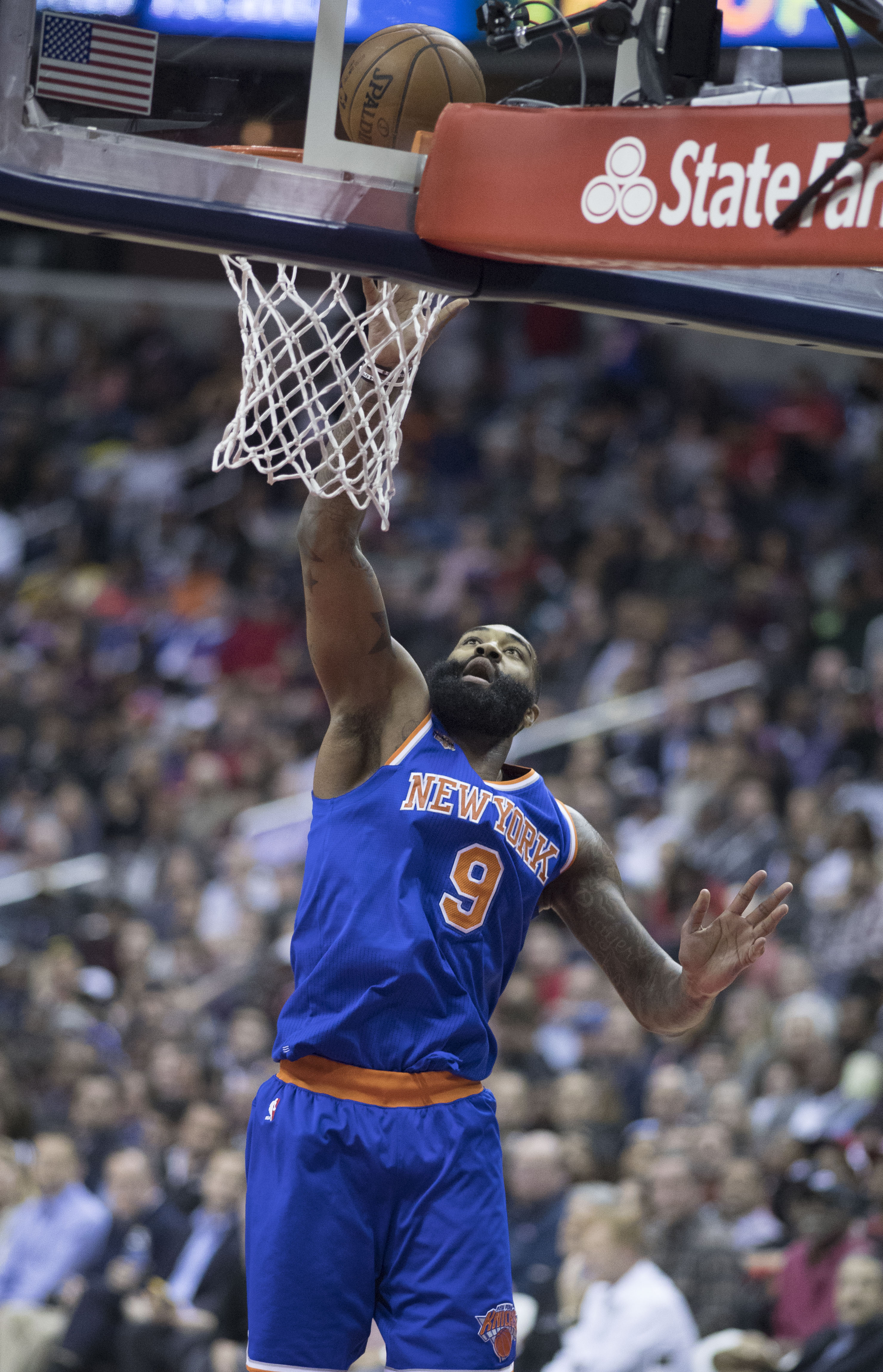
O'Quinn con la canotta dei New York Knicks

A fine stagione scadde il suo contratto con la franchigia della Florida. Il 10 luglio 2015, venne ceduto via sign and trade dagli Orlando Magic ai New York Knicks in cambio di una somma di denaro e di una seconda scelta al Draft NBA 2019. I Knicks avevano bisogno di un centro in seguito alle partenze di tutti i centri della squadra (ovvero Andrea Bargnani, Cole Aldrich, Jason Smith e Samuel Dalembert; curiosamente Jason Smith firmò il 15 luglio 2015 un annuale con gli Orlando Magic proprio per sostituire O'Quinn). O'Quinn va così a giocare nella squadra del suo Stato federato, in quanto lui è nato nel Queens, contea nel comune di New York. Ai Knicks O'Quinn svolse comunque il ruolo di riserva di Robin Lopez (che in estate arrivò dai Portland Trail Blazers). Nell'arco della stagione giocò 65 partite, di cui solo 1 da titolare. 
Nella stagione successiva, con la partenza di Robin Lopez ai Chicago Bulls nell'affare che portò Derrick Rose a vestire i colori dei Knicks, O'Quinn finì col diventare la riserva poi di Joakim Noah. Ebbe un minutaggio maggiore rispetto all'anno precedente nonostante la successiva concorrenza dello spagnolo Willy Hernangomez, prospetto che i Knicks presero via trade al Draft NBA 2015 e su cui puntarono molto. Tutto questo fu dovuto alle prestazioni non convincenti di Noah trovò molto spazio ben figurando e tenendo 6,3 punti e 5,6 rimbalzi di media in 79 partite d'impiego, ma senza portare i Knicks ai playoffs. Tra le sue prestazioni si segnalano due doppie doppie: la prima nel successo per 118-114 contro i Minnesota Timberwolves dove segnò 20 punti e raccolse 13 rimbalzi, l'altra con 14 punti e 16 rimbalzi contro gli Orlando Magic.
Nella stagione 2017-2018, considerata la squalifica per doping e la rottura con la società di Joakim Noah, oltre l'arrivo di Enes Kanter nella trade che portò Carmelo Anthony a OKC, O'Quinn ebbe più spazio (seppur in uscita dalla panchina) relegando al ruolo di terzo centro Hernangomez, che venne poi ceduto nel febbraio 2018 a Charlotte.

#### Indiana Pacers (2018-2019)
Il 10 luglio 2018 firmò da free agent un contratto annuale con gli Indiana Pacers.

## Statistiche

### Regular season
| Stagione | Squadra        | PG  | PI | MPG  | FG%  | 3P%  | FT%  | RPG | APG | SPG | BPG | PPG |
| -------- | -------------- | --- | -- | ---- | ---- | ---- | ---- | --- | --- | --- | --- | --- |
| 2012-13  | Orlando Magic  | 57  | 5  | 11,2 | 51,3 | 0,0  | 66,7 | 3,7 | 0,9 | 0,2 | 0,5 | 4,1 |
| 2013-14  | Orlando Magic  | 69  | 19 | 17,2 | 50,1 | 0,0  | 68,7 | 5,3 | 1,1 | 0,6 | 1,3 | 6,2 |
| 2014-15  | Orlando Magic  | 51  | 17 | 16,2 | 49,2 | 27,9 | 77,2 | 3,9 | 1,2 | 0,6 | 0,8 | 5,8 |
| 2015-16  | N.Y. Knicks    | 65  | 1  | 11,8 | 47,6 | 22,7 | 76,7 | 3,8 | 1,1 | 0,3 | 0,8 | 4,8 |
| 2016-17  | N.Y. Knicks    | 79  | 8  | 15,6 | 52,1 | 11,8 | 77,1 | 5,6 | 1,5 | 0,5 | 1,3 | 6,3 |
| 2017-18  | N.Y. Knicks    | 77  | 10 | 18,0 | 58,2 | 23,5 | 77,2 | 6,1 | 2,1 | 0,5 | 1,3 | 7,1 |
| 2018-19  | Indiana Pacers | 45  | 3  | 8,2  | 50,7 | 8,3  | 81,0 | 2,6 | 1,2 | 0,2 | 0,6 | 3,5 |
| Carriera | Carriera       | 443 | 63 | 14,4 | 51,8 | 20,9 | 74,8 | 4,6 | 1,3 | 0,4 | 1,0 | 5,6 |

### Play-off
| Stagione | Squadra        | PG | PI | MPG | FG% | 3P% | FT% | RPG | APG | SPG | BPG | PPG |
| -------- | -------------- | -- | -- | --- | --- | --- | --- | --- | --- | --- | --- | --- |
| 2019     | Indiana Pacers | 1  | 0  | 2,0 | 0,0 | 0,0 | -   | 0,0 | 0,0 | 0,0 | 0,0 | 0,0 |